# Carlos Cáceda (futbolista)
Carlos Cáceda (Lima, 27 de septiembre de 1991) es un futbolista peruano. Juega de guardameta y su equipo actual es el Foot Ball Club Melgar de la Primera División del Perú. Tiene 33 años. Es internacional con la selección peruana desde 2016. Es hijo del exfutbolista peruano Carlos Cáceda Reyes.

## Trayectoria
Carlos Cáceda fue formado en las divisiones menores de Universitario de Deportes, aunque debutó oficialmente en primera división con el Alianza Atlético de Sullana el 27 de abril de 2008 ante Coronel Bolognesi. Fue parte del equipo que consiguió la clasificación a la Copa Sudamericana 2009. En 2010 regresó a Club Universitario de Deportes y un año después formó parte del equipo crema sub-20 que conquistó la Copa Libertadores Sub-20 de 2011 realizada en el Perú.
En 2016, tras la lesión del portero titular de Universitario de Deportes, Raúl Fernández pasó a ser la primera opción en el arco y debido a sus destacadas atajadas se convirtió en titular indiscutible, incluso llegando a tener una secuencia de cinco partidos sin recibir goles, lo que le valió ser convocado para la Copa América Centenario. Luego de regresar a su club, por la buena actuación de equipo disputaron las semifinales del Descentralizado 2016, donde fueron derrotados por un marcador global de 4-3 ante Melgar.
El 10 de diciembre de 2016 jugaron un partido por el tercer puesto frente a Deportivo Municipal, ganando por 3-2. Una semana después fue nombrado arquero del año en el Perú. En el año 2017 fue titular indiscutible en el arco crema, participó en la fase previa de la Copa Libertadores 2017, mientras que en el Campeonato Descentralizado su equipo finalizó en la cuarta posición. A inicios de 2018 fue fichado por el club Tiburones Rojos de Veracruz que lo cedió en préstamo al Deportivo Municipal.
En 2018 fue titular indiscutible del elenco edil. A mitad del año 2018 jugó en Real Garcilaso ya que fue cedido a préstamo por el club Tiburones Rojos de Veracruz hasta junio de 2019. Después de rescindir con el elenco cusqueño para el año 2019 fichó por F. B. C. Melgar para afrontar la Liga 1 y la Copa Libertadores.
En 2022 tuvo un gran año a nivel colectivo e individual con Melgar. Con el cuadro rojinegro logró ganar el Torneo Apertura, además de alcanzar las semifinales de la Copa Sudamericana, siendo portero titular en todos los partidos, a excepción de uno donde se encontraba suspendido. A nivel individual, logró mantener su valla invicta en el torneo local durante 791 minutos, de los cuales, ante Deportivo Municipal no recibió ni un gol en los últimos 61 minutos de partido. A partir de allí, enlazó ocho partidos consecutivos sin recibir gol (720 minutos), cortando finalmente su racha ante Sporting Cristal a los 10 minutos de haber comenzado el juego. Con esto, logró igualar el récord de Erick Delgado (también 791 minutos) de imbatibilidad del siglo XXI, siendo además la tercera más larga en la historia de la Primera División del Perú, por detrás de Gustavo Gonzales Teruel y José Mendoza Ísmodes. En el partido de vuelta ante Internacional en los cuartos de final de la Copa Sudamericana, logró ser figura del partido, siendo fundamental tanto en el tiempo regular como en la tanda de penales, donde atajó tres penales que permitieron la clasificación a semifinales.

## Selección nacional
Cáceda inició su participación en la selección peruana con la categoría sub-20, con la cual disputó el Campeonato Sudamericano de Fútbol Sub-20 de 2011. Con la selección absoluta ha sido internacional en 9 ocasiones. Su debut se produjo el 28 de mayo de 2016 en un encuentro amistoso ante la selección de El Salvador que finalizó con marcador de 3-1 a favor de los peruanos. El 20 de mayo de 2016 el entrenador Ricardo Gareca, lo incluyó en la nómina de 23 jugadores convocados para disputar la Copa América Centenario, donde el seleccionado peruano avanzó hasta los cuartos de final.
El 16 de mayo de 2018 el entrenador de la selección peruana, Ricardo Gareca, lo incluyó en la nómina preliminar de 24 jugadores convocados para la Copa Mundial de Fútbol de 2018. Fue confirmado en la lista definitiva de 23 jugadores el 4 de junio. En junio de 2019, fue convocado por Nolberto Solano a la selección peruana sub-23 para los Juegos Panamericanos de 2019. En ese momento, Cáceda tenía 27 años, pero a cada selección se le permitió incluir un máximo de tres jugadores mayores de 23 en su plantilla.

### Participaciones en Copas del Mundo
| Mundial                        | Sede  | Resultado    | Partidos | Goles |
| ------------------------------ | ----- | ------------ | -------- | ----- |
| Copa Mundial de Fútbol de 2018 | Rusia | Primera fase | 0        | 0     |

### Participaciones en Copa América
| Copa                    | Sede           | Resultado        | Partidos | Goles |
| ----------------------- | -------------- | ---------------- | -------- | ----- |
| Copa América Centenario | Estados Unidos | Cuartos de final | 0        | 0     |
| Copa América 2019       | Brasil         | Subcampeón       | 0        | 0     |
| Copa América 2021       | Brasil         | Cuarto lugar     | 0        | 0     |
| Copa América 2024       | Estados Unidos | Fase de grupos   | 0        | 0     |

## Estadísticas

### Clubes
| Club                             | Temporada           | Liga | Liga | Copas Nacionales * | Copas Nacionales * | Copas Internacionales ** | Copas Internacionales ** | Total | Total |
| Club                             | Temporada           | PJ   | G    | PJ                 | G                  | PJ                       | G                        | PJ    | G     |
| -------------------------------- | ------------------- | ---- | ---- | ------------------ | ------------------ | ------------------------ | ------------------------ | ----- | ----- |
| Alianza Atlético · Perú          | 2008                | 1    | 0    | 0                  | 0                  | 0                        | 0                        | 1     | 0     |
| Alianza Atlético · Perú          | 2009                | 0    | 0    | 0                  | 0                  | 0                        | 0                        | 0     | 0     |
| Alianza Atlético · Perú          | Total               | 1    | 0    | 0                  | 0                  | 0                        | 0                        | 1     | 0     |
| Universitario de Deportes · Perú | 2010                | 0    | 0    | 0                  | 0                  | 0                        | 0                        | 0     | 0     |
| Universitario de Deportes · Perú | 2011                | 1    | 0    | 0                  | 0                  | 0                        | 0                        | 1     | 0     |
| Universitario de Deportes · Perú | 2012                | 20   | 0    | 0                  | 0                  | 0                        | 0                        | 20    | 0     |
| Universitario de Deportes · Perú | 2013                | 1    | 0    | 0                  | 0                  | 0                        | 0                        | 1     | 0     |
| Universitario de Deportes · Perú | 2014                | 1    | 0    | 0                  | 0                  | 0                        | 0                        | 1     | 0     |
| Universitario de Deportes · Perú | 2015                | 0    | 0    | 0                  | 0                  | 0                        | 0                        | 0     | 0     |
| Universitario de Deportes · Perú | 2016                | 38   | 0    | 0                  | 0                  | 2                        | 0                        | 40    | 0     |
| Universitario de Deportes · Perú | 2017                | 40   | 0    | 0                  | 0                  | 2                        | 0                        | 42    | 0     |
| Universitario de Deportes · Perú | Total               | 101  | 0    | 0                  | 0                  | 4                        | 0                        | 105   | 0     |
| Deportivo Municipal · Perú       | 2018                | 12   | 0    | 0                  | 0                  | 0                        | 0                        | 12    | 0     |
| Deportivo Municipal · Perú       | Total               | 12   | 0    | 0                  | 0                  | 0                        | 0                        | 12    | 0     |
| Tiburones Rojos · México         | 2018                | 0    | 0    | 0                  | 0                  | 0                        | 0                        | 0     | 0     |
| Tiburones Rojos · México         | Total               | 0    | 0    | 0                  | 0                  | 0                        | 0                        | 0     | 0     |
| Real Garcilaso · Perú            | 2018                | 4    | 0    | 0                  | 0                  | 0                        | 0                        | 4     | 0     |
| Real Garcilaso · Perú            | Total               | 4    | 0    | 0                  | 0                  | 0                        | 0                        | 4     | 0     |
| F. B. C. Melgar · Perú           | 2019                | 15   | 0    | 1                  | 0                  | 12                       | 0                        | 28    | 0     |
| F. B. C. Melgar · Perú           | 2020                | 18   | 0    | 0                  | 0                  | 4                        | 0                        | 22    | 0     |
| F. B. C. Melgar · Perú           | 2021                | 23   | 0    | 0                  | 0                  | 8                        | 0                        | 31    | 0     |
| F. B. C. Melgar · Perú           | 2022                | 36   | 0    | 0                  | 0                  | 13                       | 0                        | 49    | 0     |
| F. B. C. Melgar · Perú           | 2023                | 29   | 0    | 0                  | 0                  | 5                        | 0                        | 34    | 0     |
| F. B. C. Melgar · Perú           | 2024                | 31   | 0    | 0                  | 0                  | 2                        | 0                        | 33    | 0     |
| F. B. C. Melgar · Perú           | 2025                | 17   | 0    | 0                  | 0                  | 8                        | 0                        | 25    | 1     |
| F. B. C. Melgar · Perú           | Total               | 169  | 0    | 1                  | 0                  | 52                       | 0                        | 222   | 0     |
| Total en su carrera              | Total en su carrera | 287  | 0    | 1                  | 0                  | 56                       | 0                        | 344   | 0     |

- (*) Copa Bicentenario.
- (**) Copa Libertadores de América y Copa Sudamericana.

### Selección nacional
| \| Fecha \| Ciudad \| Local \| Resultado \| Visitante \| Competencia \| Goles \| \| ---------- \| ---------------- \| ---------- \| --------- \| ----------- \| -------------------------- \| ----- \| \| 28-05-2016 \| Washington D. C. \| Perú \| 3:1 \| El Salvador \| Amistoso \| 0 \| \| 13-06-2017 \| Arequipa \| Perú \| 3:1 \| Jamaica \| Amistoso \| 0 \| \| 31-08-2017 \| Lima \| Perú \| 2:1 \| Bolivia \| Clasificación Mundial 2018 \| 0 \| \| 05-09-2017 \| Quito \| Ecuador \| 1:2 \| Perú \| Clasificación Mundial 2018 \| 0 \| \| 23-03-2018 \| Miami \| Perú \| 2:0 \| Croacia \| Amistoso \| 0 \| \| 27-03-2018 \| Harrison \| Perú \| 3:1 \| Islandia \| Amistoso \| 0 \| \| 19-11-2022 \| Arequipa \| Perú \| 1:0 \| Bolivia \| Amistoso \| 0 \| \| 22-03-2024 \| Lima \| Perú \| 2:0 \| Nicaragua \| Amistoso \| 0 \| \| 15-11-2024 \| Lima \| Perú \| 0:0 \| Chile \| Clasificación Mundial 2026 \| 0 \| \| Total \| \| Presencias \| 9 \| \| Goles \| 0 \| |                  |            |           |             |                            |       |
| Fecha | Ciudad           | Local      | Resultado | Visitante   | Competencia                | Goles |
| 28-05-2016 | Washington D. C. | Perú       | 3:1       | El Salvador | Amistoso                   | 0     |
| 13-06-2017 | Arequipa         | Perú       | 3:1       | Jamaica     | Amistoso                   | 0     |
| 31-08-2017 | Lima             | Perú       | 2:1       | Bolivia     | Clasificación Mundial 2018 | 0     |
| 05-09-2017 | Quito            | Ecuador    | 1:2       | Perú        | Clasificación Mundial 2018 | 0     |
| 23-03-2018 | Miami            | Perú       | 2:0       | Croacia     | Amistoso                   | 0     |
| 27-03-2018 | Harrison         | Perú       | 3:1       | Islandia    | Amistoso                   | 0     |
| 19-11-2022 | Arequipa         | Perú       | 1:0       | Bolivia     | Amistoso                   | 0     |
| 22-03-2024 | Lima             | Perú       | 2:0       | Nicaragua   | Amistoso                   | 0     |
| 15-11-2024 | Lima             | Perú       | 0:0       | Chile       | Clasificación Mundial 2026 | 0     |
| Total |                  | Presencias | 9         |             | Goles                      | 0     |

### Resumen estadístico
| Competición           | Encuentros | Goles |
| --------------------- | ---------- | ----- |
| Liga                  | 287        | 0     |
| Copas nacionales      | 1          | 0     |
| Copas internacionales | 56         | 0     |
| Selección del Perú    | 9          | 0     |
| Total                 | 353        | 0     |

## Palmarés

### Títulos nacionales
| Título                    | Club                      | País | Año    |
| ------------------------- | ------------------------- | ---- | ------ |
| Primera División del Perú | Universitario de Deportes | Perú | 2013   |
| Torneo de Reservas        | Universitario de Deportes | Perú | 2014-I |
| Torneo de Reservas        | Universitario de Deportes | Perú | 2015-I |
| Torneo Apertura           | Universitario de Deportes | Perú | 2016   |
| Torneo Apertura           | F. B. C. Melgar           | Perú | 2022   |

### Títulos internacionales
| Título                   | Club                      | País | Año  |
| ------------------------ | ------------------------- | ---- | ---- |
| Copa Libertadores Sub-20 | Universitario de Deportes | Perú | 2011 |

### Distinciones individuales
| Distinción                                                                                            | Año  |
| --- | ---- |
| Incluido en el equipo ideal del Campeonato Descentralizado según el portal periodístico DeChalaca.com | 2016 |
| Arquero del Año en el Perú                                                                            | 2016 |
| Arquero con más atajadas en la Copa Sudamericana                                                      | 2022 |

## Vida Personal
En el 2017, un reportaje de Andrea Llosa en el programa Nunca Más, revelaría que el arquero peruano había abandonado su hogar y se negaba a reconocer a su hijo. La denunciante, Raisa Samamé, tenía 5 meses de embarazo y esperaba al segundo hijo de Carlos Cáceda. Al mismo tiempo, Franscesca Carranza, hija de El Puma Carranza, estaba embarazada de 2 meses y medio. 
En una entrevista transmitida a nivel nacional, Carlos, en compañía de Francesca, dijo que el bebé que esperaba Raisa no era su hijo. Poco después denunció al canal, a la periodista y a Raisa Samamé por difamación. También exigió una reparación económica por perjurio.
Raisa Samamé dio a luz en una clinica gracias a que ATV decidió cubrir los gastos médicos. El arquero no estuvo en el parto y, tal como fue enunciado en la demanda, tampoco tuvo contacto con ella a posteriori. Una prueba de ADN exigida por la justicia confirmó la paternidad. Desde entonces, una serie de problemas legales complicó aún más la relación. Raisa lo denunció públicamente de querer recortar la pensión de alimentos, de no ver a sus hijos con frecuencia y de ni siquiera conocer el colegio de sus hijos en una segunda entrevista en Andrea. Cáceda por su parte la demandó por "apropiación ilícita" porque consideraba que la pensión (450usd por hijo en el 2019) tenía "fines diferentes" a los que merecía. Raisa volvió a salir en televisión con un desgloce de los gastos de los niños en educación, salud, deportes, etc.
En el 2018, Cáceda, teniendo impedimento de salida por adeudo de pensión de alimentos, viajó con la Federación Peruana de Futbol. La Fiscalía salió a aclarar que, efectivamente, una jueza había hecho el documento pero luego lo dejó sin efecto, o sea, Cáceda no podía salir pero el documento no había sido proveído, no estaba en la pantalla del Poder Judicial. El juzgado explicó que había sido demora de la secretaria. 
Finalmente, la Fiscalía desestimó las demandas contra ATV, la periodista Andrea Llosa y su expareja. El proceso por pensión de alimentos concluyó con un monto acordado que se descuenta directamente de la planilla del jugador.